# Шпанут, Юрген
Юрген Шпанут, неверно Спанут (нем. Jürgen Spanuth; 5 сентября 1907, Леобен — 17 октября 1998), — немецкий протестантский пастор, изучавший также археологию в течение нескольких семестров. Эссеист, прославился собственной теорией о местонахождении Атлантиды.
После своих многочисленных открытий в прибрежных районах немецкого острова Гельголанд, а также на немецком и датском побережьях Северного и Балтийского морей, написал книгу-эссе «Разгаданная Атлантида» (нем. Das enträtselte Atlantis, 1953; во французском переводе «Обретённая Атлантида»). В 1954—1980 годы книга была переведена на европейские языки и издана в Лондоне, Париже, Нью-Йорке и Барселоне. Шпанут разрабатывал гипотезу о том, что островное царство Атлантида, упомянутое в платоновских диалогах «Тимей» и «Критий», было расположено в Северном море в районе острова Гельголанд и должно рассматриваться как политический и религиозный центр скандинавского бронзового века. Этот остров, согласно Шпануту, также идентичен царскому острову (Базилейя — «царский город») феаков из рассказов Гомера, а атланты, или феаки, также являлись гиперборейцами в греческой мифологии. Шпанут считал все земли скандинавского бронзового века эквивалентом царства Атлантиды, центром которого был затопленный ныне остров вблизи Гельголанда.
Его гипотеза нашла продолжение в творчестве немецкой писательницы Бритты Ферхаген (1912—2001).

## Изданные труды
- «Штольберг. Древний фрисландский храм» / Stollberg. Ein altes friesisches Zentralheiligtum / Jahrbuch des Heimatbundes Nordfriesland. Band 25, 1938, стр. 95-154.
- «Обращение Северной Фрисландии в христианство» / Nordfrieslands Bekehrung zum Christentum (Берлин, 1939)
- «Разгаданная Атлантида» / Das enträtselte Atlantis (Штутгарт, 1953)
- «… и все же: Атлантида разгадана! Ответ» / …und doch: Atlantis enträtselt! Eine Entgegnung (Штутгарт, 1955)
- «Атлантида. Отечество, царство и доля германцев» / Atlantis. Heimat, Reich und Schicksal der Germanen (Тюбинген, 1965)
- «Атланты. Люди из Янтарной страны» / Die Atlanter. Volk aus dem Bernsteinland (Тюбинген, 1976)
- «Филистимляне» / Die Philister. Das unbekannte Volk. Lehrmeister und Widersacher der Israeliten (Оснабрюк, 1980)
- «Финикийцы. Народ северных морей в Ливане» / Die Phönizier. Ein Nordmeervolk im Libanon (Оснабрюк, 1985)
- «Возвращение Гераклидов. Наследие атлантов. Север как исток греческой культуры» / Die Rückkehr der Herakliden. Das Erbe der Atlanter. Der Norden als Ursprung der griechischen Kultur (Тюбинген, 1989)
- «Спасение чести Платона» / Eine Ehrenrettung Platons (Мюнхен, 1992)